# گراماژدانو
گراماژدانو (به بلغاری: Gramazhdano) یک منطقهٔ مسکونی در بلغارستان است که در شهرستان کیوستندیل واقع شده‌است.